# Zeïna Sahelí
Zeïna Sahelí (sinh ngày 13 tháng 9 năm 1983) là một cựu vận động viên bơi lội người Sénégal, chuyên về các sự kiện tự do chạy nước rút. Saheli thi đấu cho Senegal ở nội dung 100 m tự do nữ tại Thế vận hội Mùa hè 2000 ở Sydney. Cô đã nhận được một vé từ FINA, theo chương trình Đại học, trong thời gian vào cửa 1: 07.33. Cô đã thi đấu với bảy vận động viên bơi lội khác trong lượt bơi, bao gồm Maria Awori, 15 tuổi, người Kenya, Nathalie Lee Baw của Mauritius. Bão từ thứ sáu ở lượt cuối cùng, Saheli đã tổ chức một trận chiến nước rút từ Supra Singhal của Uganda để đánh vào tường 0,78 giây trong 1: 07.37. Saheli không thể vào trận bán kết, khi cô xếp thứ 51 chung cuộc trong các màn dạo đầu.